# Corentin
Corentin is een Belgische stripreeks bedacht door Paul Cuvelier.

## Inhoud
De reeks draait rond een jonge Bretoen genaamd Corentin die in de 18de eeuw leefde. Hij beleeft voornamelijk avonturen in het verre oosten. Hij wordt ook geholpen door zijn vriend Kim. Ook wordt Corentin bijgestaan door zijn gorilla en tijger. De tijger heet Moloch en de gorilla Beëlzebub.

## Publicatiegeschiedenis

### Voorgeschiedenis
Paul Cuvelier bedacht het personage Corentin Feldoë in zijn kindertijd. Hij had namelijk de boeken La Première Aventure de Corentin Quimper van Paul Féval en Robinson Crusoe van Daniel Defoe gelezen. Hij las die voor aan zijn broers en bedacht zo een eigen vervolgverhaal met Corentin Feldoë in de hoofdrol. Cuveliers eerste tekening die gepubliceerd werd, was in Le Petit Vingtième toen hij 7 jaar oud was.
Tijdens de Tweede Wereldoorlog creëerde Cuvelier zelfs een klein stripalbum van Corentin bestaande uit acht aquarellen. Hergé leerde Cuvelier na de oorlog kennen via een neef van Norbert Wallez. Hergé was onder de indruk van zijn aquarellen en bood hem een plaats aan bij zijn nieuwe weekblad. Hiervoor moest hij echter nog uitgever Raymond Leblanc overtuigen. Leblanc besloot hem een plaatprijs te geven van 1000 BEF op voorwaarde dat Cuvelier een contract tekende waarbij hij vijf jaar exclusief voor Leblanc zou tekenen. Het personage Corentin Feldoë uit de verhalen die Cuvelier voorlas aan zijn jongere broers zou de hoofdrol spelen in zijn stripverhalen.

### Cuvelier (1946-1967)
Op 26 september 1946 verscheen het eerste nummer van het stripblad Tintin/Kuifje. De vier oorspronkelijke tekenaars van dat blad werden ook wel De Vier Musketiers genoemd; zij waren Hergé, E.P. Jacobs, Jacques Laudy en Cuvelier. Bij het tweede album schreef Jacques Van Melkebeke het scenario. In 1949 verscheen Ons Volkske opnieuw als samenwerking van Albert De Smaele en Leblanc. Het was goedkoper en kleiner dan Tintin/Kuifje en er verschenen ook veel strips uit Tintin/Kuifje in dat blad, waaronder ook deze stripreeks. Op een gegeven moment wilden de lezers van Tintin/Kuifje een westernstrip, waarop het verhaal Corentin bij de roodhuiden, met in de hoofdrol een gelijknamige afstammeling van Corentin, tot stand kwam. Hiervoor werd het scenario geschreven door Albert Weinberg.
Cuvelier schilderde echter veel liever dan striptekenen. Toen een vriend een atelier in Bergen opende, stopte hij in 1950 een aantal jaar met striptekenen, waarna deze reeks stillag. De verhalen van Hergé verschenen ondertussen al in albumvorm bij Casterman. E.P. Jacobs en Cuvelier gingen in 1950 naar Leblanc, waarna Le Lombard hun verhalen ook in albumvorm uitgaf. Corentin was de tweede reeks die bij uitgeverij Le Lombard een album kreeg, na Blake en Mortimer. Het album verscheen in 1950.
Eind de jaren 50 hielp Greg Cuvelier met het schrijven van het verhaal De magische dolk. Vervolgens werkte Cuvelier op scenario van Jacques Acar, maar zijn schrijfstijl beviel Cuvelier niet.

### Cuvelier-Van Hamme (1968-1973)
In de jaren 60 werkte Cuvelier samen met scenarist Jean Van Hamme aan het album Epoxy, waarna Cuvelier vraagt om ook een aantal scenario's voor deze stripreeks te schrijven. Samen creëerden ze twee verhalen. Cuvelier interesseerde zich niet voor de latere scenario's voor Corentin en in 1973 verscheen het laatste verhaal van zijn hand.
Cuvelier zou met Jacques Martin ook zoiets als Epoxy maken en dan zou hij ook scenario's voor Corentin mogen schrijven. De documentatie en voorbereiding van Martin zorgden ervoor dat Cuvelier er niet zo graag aan werkte. Cuvelier begon ook nog het verhaal Corentin et l'Ogre Rouge (Nederlands: Corentin en de wildeman), maar stopte ermee na enkele pagina's. Het verhaal werd geschreven door Martin. Martin verwerkte een ongebruikt scenario voor deze reeks in het album De prooien van de vulkaan van de stripreeks Alex.
Jean Van Hamme schreef nog in 1973 een novelle genaamd De drie parels van Sa-Skya, dat in een Kuifje Pocket verscheen. In 1978 overleed Cuvelier.

### Na Cuvelier
Rond 1980 verschenen de eerste vier verhalen opnieuw in het stripblad Tintin/Kuifje. In 1983 bewerkte Yves Duval de novelle De drie parels van Sa-Skya geschreven door Van Hamme in een stripverhaal met tekeningen van Magda, Vink, Crisse, Michel Pierret, Gine, Gilles Chaillet, Didier Convard, Michel Weyland en Ferry. Het telde 16 pagina's en was een hommage aan Cuvelier.
In 1993 verscheen de televisieserie Les voyages de Corentin, gebaseerd op deze stripreeks. In 1995 bewerkte Nadine Forster deze televisieserie in vier albums. Hierop verschenen er ook heruitgaven van de originele reeks. De volgorde van de albums wijzigde echter en de eerste twee albums werden opgesplitst in drie albums.
Uitgever Gauthier Van Meerbeeck van Le Lombard was na het verschijnen van het eerste album van Sparta bij de tekenaar Christophe Simon thuis. Hier kwam het ter sprake dat het Simons droom zou zijn om een Corentin te tekenen. Van Meerbeeck vond het geen slecht idee. De broers van Cuvelier gingen akkoord, waarop Simon dacht aan de novelle De drie parels van Sa-Skya van Jean van Hamme. Uitgever Van Meerbeeck ging akkoord. De uitgever regelde ook een ontmoeting met Van Hamme, die Simon zijn gang liet gaan onder zijn toezicht. Het scenario van de novelle was echter maar genoeg voor 17 pagina's, waardoor Simon bepaalde onderdelen langer liet duren. In 2016 verscheen dan dat album De drie parels van Sa-Skya.

## Verhalen

### Hoofdreeks (1946-heden)
| Nr. | Titel                                  | Originele titel                           | Scenarist             | Tekenaar         | Publicatiejaar Tintin | Uitgavejaar album |
| --- | -------------------------------------- | ----------------------------------------- | --------------------- | ---------------- | --------------------- | ----------------- |
| 1   | De fantastische avonturen van Corentin | Les extraordinaires aventures de Corentin | Cuvelier              | Cuvelier         | 1946-1947             | 1950              |
| 2   | De nieuwe avonturen van Corentin       | Les nouvelles aventures de Corentin       | Jacques Van Melkebeke | Cuvelier         | 1947-1949             | 1952              |
| 3   | Corentin bij de roodhuiden             | Corentin chez les peaux-rouges            | Albert Weinberg       | Cuvelier         | 1949-1950             | 1956              |
| 4   | De magische dolk                       | Le poignard magique                       | Cuvelier, Greg        | Cuvelier         | 1958-1960             | 1963              |
| 5   | De vloek van de cobra                  | Le signe du cobra                         | Jacques Acar          | Cuvelier         | 1967                  | 1969              |
| 6   | Corentin en de prins van de woestijn   | Le prince des sables                      | Jean Van Hamme        | Cuvelier         | 1968-1969             | 1970              |
| 7   | Het rijk van het zwarte water          | Le royaume des eaux noires                | Jean Van Hamme        | Cuvelier         | 1973                  | 1974              |
| 8   | De drie parels van Sa-Skya             | Les Trois perles de Sa-Skya               | Jean Van Hamme        | Christophe Simon |                       | 2016              |

### Heruitgave in de jaren 90
In de jaren 90 verschenen er heruitgaven van de albums met een nieuwe volgorde.
1. L'extraordinaire odyssée - Tome 1 De fantastische Odyssee - Deel 1 1992[29][* 2]
2. L'extraordinaire odyssée - Tome 2 De fantastische Odyssee - Deel 2 1993[30][* 3]
3. L'extraordinaire odyssée - Tome 3 1994[31][* 4]
4. Le poignard magique 1995
5. Le signe du cobra 1996
6. Le prince des sables 1996
7. Le royaume des eaux noires 1997
8. Corentin chez les peaux-rouges 1998

### Cheville-Forster (1995)
Onderstaande albums zijn op basis van de televisieserie en verschenen in 1995. De albums zijn geschreven door een scenarist van de serie Jean Cheville met tekeningen van Nadine Forster.
1. Le départ de la destinée
2. Danger à Messine
3. La colère de Zeus
4. Prisonniers du caire

### Korte verhalen
| Titel                   | Originele titel          | Aantal pagina's | Scenarist/tekenaar           | Publicatiejaar |
| ----------------------- | ------------------------ | --------------- | ---------------------------- | -------------- |
| Corentin Feldoë         |                          | 1               | Turk                         | 1981           |
| Corentin en de wildeman | Corentin et l'Ogre Rouge | 8               | Jacques Martin/Paul Cuvelier | 1984           |

### Compilatiealbums
In 1984 gaf Rombaldi een compilatiealbum uit dat 4 albums bevat. In 2006 verscheen er bij Le Lombard een andere compilatiealbum dat de eerste 2 albums bevat uit de hoofdreeks.

### Integrale edities
In 2010 verscheen een reeks van twee integrale edities in het Frans die de eerste zeven albums uit de hoofdreeks bevat. Vanaf 2019 wordt de integrale vertaald in het Nederlands.

## Prijzen
- In 1974 won Cuvelier Prix Saint-Michel de Meilleur dessin réaliste voor het album Het rijk van het zwarte water.[10]
- In 2016 won Christophe Simon de Prix Saint-Michel de la Presse voor het album Les Trois perles de Sa-Skya.[38][39]

## Televisieserie: Les voyages de Corentin (1993)
Les voyages de Corentin is een Frans-Belgische animatieserie uit 1993 gebaseerd op deze stripreeks.